# Nana Rademacher
Nana Rademacher (geboren 1966) ist eine deutsche Schriftstellerin.

## Leben
Nach einem Studium der Sozialpädagogik an der Universität Bielefeld arbeitete Rademacher zunächst beim Norddeutschen Rundfunk in Hamburg als Lektorin und Regieassistentin, seit 2001 dann in der Redaktion für Hörspiel, Feuilleton und Musik beim Südwestrundfunk. 
2009 erschien ihr Krimi-Romanerstling Seelenruh als Rowohlt-Taschenbuch. Es folgten zwei Jugendbücher, nämlich der Science-Fiction-Roman Wir waren hier (2016), der in einem dystopischen Berlin des Jahres 2039 spielt, und der Entwicklungsroman Immer diese Herzscheiße (2017) mit der 15-jährigen desillusionierten Sarah als Protagonistin, die dabei ist, sozial abzurutschen. Wir waren hier erschien 2019 in Mexiko in spanischer Übersetzung.
Rademacher lebt als freie Autorin in Stuttgart.

## Bibliografie
- Seelenruh. Kriminalroman. Rororo #24896, 2009, ISBN 978-3-499-24896-2.
- Wir waren hier. Ravensburger, Ravensburg 2016, ISBN 978-3-473-40139-0.
- Immer diese Herzscheiße. Ravensburger, Ravensburg 2017, ISBN 978-3-473-40137-6.